# Mobilmarketing
A mobilmarketing a marketing egy speciális ága: adatbázis alapon működő, a mobil eszközt és mobil hálózatot igénybe vevő olyan reklámozási gyakorlat, mely interaktív módon, személyre szabottan teremt közvetlen kapcsolatot az ügyfél és hirdető között. Célja az értékesítés ösztönzése, az ügyfélkör növelése, és a márkaépítés. Egy másik megfogalmazás szerint a mobilmarketing a vezeték nélküli média használata marketingre passzív, vagy interaktív megoldásokkal.
A Nemzetközi Mobilmarketing Szövetség definíciója szerint a mobilmarketing egy olyan eszköztár, amely lehetővé teszi cégek, szervezetek számára, hogy kommunikáljanak a közönségükkel, interaktív és releváns módon, bármely mobil eszközön vagy hálózaton keresztül. (Forrás: Mobile Marketing Association (MMA))
A mobilmarketing megoldás számos előnyt nyújt a hirdetőknek: tökéletesebb pozicionálási lehetőséget biztosít, a potenciális fogyasztó ízlésének és érdeklődési körének, továbbá az adott időben elfoglalt földrajzi helyzetének megfelelő üzeneteket, reklámokat tesz lehetővé.
Mobil Marketing Programnak nevezünk bármilyen marketing vagy hirdetési programot, amit mobil készülékeken keresztül terjesztenek és azon használható. Ez magában foglalja, de nem korlátozódik csak mobil üzenet programokra, egy vagy több hirdetésre amik mobilweb oldalakon keresztül jutnak el, vagy hirdetésekre, amik mobil játékokban jelennek meg. A mobiltelefon számos mobilmarketingre alkalmas technológiát ötvöz, amit egy mobil ügynökség tud jól kiaknázni. Mobil ügynökségnek ismernie kell a mobil technológiát és ötvözni kell a mindenkori mobilhasználati trendekkel és magával a kampány üzenettel is.

## A mobilmarketing fajtái
A hirdetési forma lehet üzenet alapú (SMS, MMS), mobil játékokon belüli reklámok és mobil videókba beágyazott hirdetések (in-apps), vagy mobiltelefonra optimalizált bannerek (mobile display).
Az IAB Mobilhirdetési útmutató 2012-es kiadása az alábbi mobilmarketing csatornákat különbözteti meg:
SMS: a kampányüzenetet SMS formában juttatja el a címzettek számára. Előnyei: célozható, alkalmas személyre szabott üzenet közvetítésére, visszacsatolási lehetőséget és mérhető eredményeket biztosít.
MMS: az MMS (Multimedia Messaging Service, magyarul multimédiás üzenetküldési szolgáltatás) egy olyan technológia, amellyel szövegen kívül multimédiás tartalmakat (képet, hangot és/vagy videóklipet) is küldhetünk és fogadhatunk vezeték nélküli hálózatokon.
Bluetooth: a Bluetooth alkalmazásával számítógépek, mobiltelefonok (telefonkihangosítók) és egyéb készülékek között automatikusan létesíthetünk kis hatótávolságú rádiós kapcsolatot.
QR kód: a QR-kód egy kétdimenziós vonalkód (tulajdonképpen pontkód), amit a japán Denso-Wave cég fejlesztett ki 1994-ben. Nevét az angol Quick Response (=gyors válasz) rövidítéséből kapta, egyszerre utalva a gyors visszafejtési sebességre, és a felhasználó által igényelt gyors reakcióra. A QR-kód nyílt szabvány, a specifikációi nyilvánosak, de a tulajdonosi jogokat a Denso-Wave továbbra is fenntartja. Más hasonló kódolási szabványok is léteznek, legnagyobb konkurensei a Semacode és a Data Matrix.
Mobil keresőmarketing: tetszőleges szavakhoz irányítottan hirdetési tartalom hozzárendelése. Az adott szóra való rákeresésekor találatként a szponzor által megadott reklámüzenet, kép és/vagy logó jelenik meg a találati lista elején. A mobil keresőmarketing keretében lehetőség van a mobiltartalmakon (játékokon, webes böngészés során) hirdetések megjelenítésére. Ezekben a böngészőben épp úgy jelenik meg egy hirdetés, mintha csak asztali számítógépen kerestünk volna valamire, a különbség csupán annyi, hogy kevesebb hirdetési egység kerül a találati oldalra.
Mobil kupon: a mobiltelefonokra SMS-ben (linkként), de leginkább MMS-ben mobil kódok (kétdimenziós vonalkódok, pl. QR kód = Quick Response kód, vagy Datamatrix kód) küldhetők ki, amelyek a mobil kijelzőjének felmutatásával, ill. annak leolvasásával többek között jegyváltásra, belépésre, szolgáltatás vagy kedvezmény igénybevételére jogosíthatnak.
Mobilhirdetés (mobil display): az okostelefonokon - weboldalon vagy alkalmazásban - megjelenő csík vagy téglalap alakú hirdetési információkat tartalmazó animáció vagy grafika (banner)

## A mobilmarketing előnyei
Csaba Zoltán László Miért jó értékesítés ösztönző eszköz az üzenet alapú mobilmarketing? című előadása alapján az alábbi megállapítások tehetőek:
- Napjainkban nagyobb a mobiltelefonok száma, mint a TV és számítógép összesen
- Mindig tudjuk, hogy kié a telefon és hol van éppen (cellainfo, GPS)
- Amennyiben adatbázis alapú, akkor pontosan szegmentálható (hívásszokások, hitelképesség)
- Személyre szabott és igényelt, hetente megjelenő SMS kuponokkal akár 9-18%-os response rate is elérhető
- Akár 60%-os forgalom növekedés lehetősége a hirdetőnél
- Költséghatékony, nincsenek gyártási költségek (vö. banner kreatív-, és produkciós költsége)

## A mobilhirdetések szakmai megítélése
A mobilhirdetésben rejlő lehetőségeket mára elismeri a reklámszakma. Azonban a mobilhirdetések még a legfejlettebb piacokon is csak részben épültek be a cégek hirdetési stratégiájába, sok helyen még inkább az elkülönített kezelés és az alkalmi megoldások jellemzőek. (Forrás: IAB Hungary)

## Kapcsolódó adatkezelési irányelvek
Magyarországon a direkt marketing, így a mobilmarketing is igen szigorúan, a 2011. január 1-jén hatályba lépett Médiaszolgáltatásokról és a tömegkommunikációról szóló 2010. évi CLXXXV. törvény (köznyelvi nevén Médiatörvény) által szabályozott. „Az információs társadalommal összefüggő szolgáltatás felhasználásával küldött reklámnak világosan és egyértelműen azonosíthatónak kell lennie, amint az hozzáférhetővé válik az igénybevevő számára. Kizárólag az igénybevevő egyértelmű, előzetes hozzájárulásával küldhető elektronikus úton, levelezés során reklám.” (2001. évi CVIII. törvény, 14.(1)) Az előírások betartására dedikált felügyeleti szerv a Nemzeti Média- és Hírközlési Hatóság. Hazánkban Opt-in hozzájárulást szükséges a hirdetőnek beszereznie ahhoz, hogy direkt reklámüzenetet küldhessen. Opt-in hozzájárulásnak nevezik az érintett akaratának előzetes, egyértelmű és kifejezett kinyilvánítását arra vonatkozóan, hogy az adott reklámozótól vagy a tájékoztatásban megjelölt egyéb harmadik személytől a jövőben címzett reklámüzenetet kíván fogadni. Ennek a hozzájáruló nyilatkozatnak tartalmaznia kell a hozzájáruló ügyfél nevét, a kezelt személyes adatok körét, és utalást arra, hogy a nyilatkozat tevő ”önként és megfelelő tájékoztatás birtokában” engedélyezte az üzenet küldést. Fontos hangsúlyozni, hogy például internetről nyilvánosan elérhető magán e-mail címek nem gyűjthetőek direkt marketing céllal. Az opt-in hozzájárulás korlátozás és indokolás nélkül, ingyenesen visszavonható amennyiben a magánszemély nem kíván további reklám tartalmú üzeneteket fogadni.
A törvényi szabályozás mellett többek között a Magyar Reklám Szövetség – Reklámetikai Bizottsága – által elfogadott Reklámetikai Kódex tartalmaz előírásokat a tisztességes reklámozási gyakorlatra vonatkozóan. A Bizottsághoz fordulók illetve állásfoglalást kérők ügyeinek körülbelül a fele, amely etikai normát sért, másik része elsősorban reklámízléssel kapcsolatos. A Direkt és Interaktív Marketing Szövetségnek is van reklám etikai kódexe, amely erősíteni kívánja a direkt marketing iránti bizalmat, és egyben a felelős direkt kommunikációra ösztönzi a cégeket.
DM tevékenységre vonatkozó jogszabályok megsértése esetén felelősség egyetemleges, felelősséggel tartozik a reklámozó, a reklámközzétevő és a reklámszolgáltató is.

## Mobilmarketing Magyarországon
A Direkt és Interaktív Marketing Szövetségnek (DIMSZ) 2012 óta van Mobilmarketing tagozata. A DIMSZ-ben aktívan tevékenykedő és elsősorban mobil területen tevékenykedő néhány cég szükségesnek látta egy olyan szakmai fórum kialakítását, akik piaci adatokat szolgáltatnak, létrehozzák a mobilszektorra specializált etikai kódexet és kiemelt szerepet szánnak az önszabályozásnak. A tagozat legerősebben az edukáció területén szeretne működni, ezért külön stábot hoztak létre, akik állandó jelleggel ingyenes vállalati mobilmarketing tréningeket szerveznek.
Részt vevő cégek listája
MULTICOM Kommunikációs Ügynökség
Magyar Telekom Nyrt. – Akció Nekem
AdMobile kft.
Origo Zrt.
Hinora Marketing Group
DIMOCO
Wangaru Média

## Lásd még
- Direkt marketing
- Geomarketing
- Online marketing
- Lokális online marketing